# Dubeonhalkka-yo
Dubeonhalkka-yo (두번할까요?), noto anche con il titolo internazionale Love, Again, è un film del 2019 scritto e diretto da Park Yong-jib.

## Trama
Jo Hyun-woo e Park Sun-young organizzano una cerimonia di divorzio, lieti di essersi finalmente lasciati; quando tuttavia Hyun-woo scopre che la moglie si è nuovamente fidanzata con il conoscente An Sang-cheol, inizia a ripensare al rapporto con sua moglie e a come riconquistarla.